# Sam Jones (músico)
Samuel Jones (12 de noviembre de 1924 – 15 de diciembre de 1981) fue un contrabajista y compositor de jazz estadounidense.

## Carrera
Sam Jones nació en Jacksonville, FL y se trasladó en 1955 a Nueva York. Allí toca con Bobby Timmons, Tiny Bradshaw, Les Jazz Modes, Kenny Dorham, Illinois Jacquet, Freddie Hubbard, Dizzy Gillespie (1958–59) y Thelonious Monk. Es probablemente más conocido por su trabajo con Cannonball Adderley (1959–65). También trabajó varios años con Oscar Peterson (1966-1970) y con Cedar Walton y graba con Bill Evans en los años 50. Su carrera trascurre principalmente alrededor de la escena de jazz de Nueva York. Jones escribió los estándares de jazz "Del Sasser" y "Unidad 7" mientras trabajaba con Adderley. Otras de sus composiciones conocidas son: "Blue Funk", "O.P." y "Seven Minds".

## Discografía

### Como líder
- 1960:  The Soul Society (Riverside)
- 1961:  The Chant (Riverside)
- 1962:  Down Home (Riverside)
- 1974: Seven Minds (East Wind)[3]
- 1976:  Cello Again (Xanadu)
- 1976: Double Bass (SteepleChase) with Niels-Henning Ørsted Pedersen
- 1977:  Changes & Things (Xanadu)
- 1977:  Something In Common (Muse)
- 1978: Visitation (SteepleChase)
- 1978: The Bassists (Discovery) - with Keith Copeland, Kenny Barron
- 1978: Something New - 12 Piece Band (Interplay)
- 1988:  Right Down Front: The Riverside Collection (Original Jazz Classics)

### Como músico de sesión
Con Cannonball Adderley
- Somethin' Else (1958; Blue Note)
- Portrait of Cannonball by Cannonball Adderley (1959; Riverside)
- The Cannonball Adderley Quintet in San Francisco (1959; Riverside)
- Them Dirty Blues by Cannonball Adderley (1960; Riverside)
- The Cannonball Adderley Quintet at the Lighthouse (1960; Riverside)
- African Waltz (1961; Riverside)
- The Cannonball Adderley Quintet Plus (1961; Riverside)
- Nancy Wilson and Cannonball Adderley (1961; Riverside)
- The Cannonball Adderley Sextet in New York (1962; Riverside)
- Cannonball in Europe! (1962; Riverside)
- Jazz Workshop Revisited (1962; Riverside)
- Autumn Leaves (1963; Riverside [Japan])
- Nippon Soul (1963; Riverside)
- Cannonball Adderley Live! (1964)
- Live Session! (1964)
- Cannonball Adderley's Fiddler on the Roof (1964)
- Phenix (1975, Fantasy)

Con Nat Adderley
- To the Ivy League from Nat (1956; EmArcy)
- Work Song (1960; Riverside)
- In the Bag (1962; Jazzland)

Con Gene Ammons
- Jug & Dodo (Prestige, 1962 [1972]) - with Dodo Marmarosa
- God Bless Jug and Sonny (Prestige, 1973 [2001]) - with Sonny Stitt
- Left Bank Encores (Prestige, 1973 [2001]) - with Sonny Stitt
- Together Again for the Last Time (Prestige, 1973 [1976]) - with Sonny Stitt
- Goodbye (Prestige, 1974)

Con Chet Baker

- It Could Happen to You (1958)

Con Tina Brooks
- True Blue (1960; Blue Note)

Con Kenny Burrell
- Blue Lights Volume 1 (1958; Blue Note)
- Blue Lights Volume 2 (1958; Blue Note)

Con Donald Byrd
- Byrd in Hand (1959; Blue Note)

Con James Clay
- The Sound of the Wide Open Spaces!!!! (Riverside, 1960) - with David "Fathead" Newman
- A Double Dose of Soul (Riverside, 1960)

Con Arnett Cobb
- More Party Time (Prestige, 1960)
- Movin' Right Along (Prestige, 1960)

Con Al Cohn
- Al Cohn's America (Xanadu, 1976)
- True Blue (Xanadu, 1976) - with Dexter Gordon
- Silver Blue (Xanadu, 1976) - with Dexter Gordon

Con George Coleman
- Amsterdam After Dark (Timeless, 1979)

Con Walter Davis Jr.
- Davis Cup (1959; Blue Note)

Con Lou Donaldson
- The Time is Right (1959; Blue Note)
- Sunny Side Up (1960; Blue Note)
- Blowing in the Wind (1966; Cadet)
- Lou Donaldson At His Best (1966; Cadet)

Con Kenny Dorham
- 'Round About Midnight at the Cafe Bohemia (1956; Blue Note)

Con Kenny Drew
- Undercurrent (1960; Blue Note)

Con Ted Dunbar
- Opening Remarks (Xanadu, 1978)

Con Bill Evans
- Everybody Digs Bill Evans (1958; Riverside)

Con Art Farmer
- Homecoming (Mainstream, 1971)
- Yesterday's Thoughts (East Wind, 1975)
- To Duke with Love (East Wind, 1975)
- The Summer Knows (East Wind, 1976)
- Art Farmer Quintet at Boomers (East Wind, 1976)

Con Red Garland
- The Red Garland Trio + Eddie "Lockjaw" Davis (Moodsville, 1959) - with Eddie "Lockjaw" Davis
- Halleloo-Y'-All (Prestige, 1960)
- Red's Good Groove (Jazzland, 1962)

Con Terry Gibbs
- Take It from Me (Impulse!, 1964)
- Bopstacle Course (Xanadu, 1974)

Con Dizzy Gillespie
- The Ebullient Mr. Gillespie (Verve, 1959)
- Have Trumpet, Will Excite! (Verve, 1959)

Con Paul Gonsalves
- Gettin' Together (1960; Jazzland)

Con Dexter Gordon
- The Jumpin' Blues (Prestige, 1970)
- Biting the Apple (SteepleChase, 1977)

Con Grant Green

- Gooden's Corner (1961; Blue Note)

Con Barry Harris
- Barry Harris at the Jazz Workshop (Riverside, 1960)
- Live in Tokyo (Xanadu, 1976)

Con Louis Hayes
- Louis Hayes (Vee-Jay, 1960)

Con Jimmy Heath
- The Time and the Place (Landmark, 1974 [1994])
- Picture of Heath (Xanadu, 1975)

Con Johnny Hodges
- Blue Hodge (Verve, 1961)

Con John Lee Hooker
- That's My Story (Riverside, 1960)

Con Freddie Hubbard
- Open Sesame (Blue Note, 1960)

Con Fred Jackson
- Hootin' 'n Tootin' (Blue Note, 1962)

Con Willis Jackson
- More Gravy (Prestige, 1963)

Con Hank Jones
- Groovin' High (Muse, 1978)

Con Philly Joe Jones
- Drums Around the World (Riverside, 1959)

Con Clifford Jordan
- Glass Bead Games (Strata-East, 1974)
- Half Note (SteepleChase, 1974 [1985])
- Night of the Mark VII (Muse, 1975)
- On Stage Vol. 1 (SteepleChase, 1975 [1977])
- On Stage Vol. 2 (SteepleChase, 1975 [1978])
- On Stage Vol. 3 (SteepleChase, 1975 [1979])
- Firm Roots (Steeplechase, 1975)
- The Highest Mountain (Steeplechase, 1975)

Con Duke Jordan
- Misty Thursday (SteepleChase, 1975 [1976])
- Duke's Delight (SteepleChase, 1975 [1976])
- Lover Man (SteepleChase, 1975 [1979])

Con Wynton Kelly
- Wynton Kelly! (Vee Jay, 1961)

With Harold Land
- West Coast Blues! (Jazzland, 1960)

Con Yusef Lateef
- The Gentle Giant (Atlantic, 1971)
- Part of the Search (Atlantic, 1973)

Con Abbey Lincoln
- It's Magic (Riverside, 1958)
- Abbey Is Blue (Riverside, 1959)

Con Johnny Lytle
- Nice and Easy (Jazzland, 1962)

Con Warne Marsh
- How Deep, How High

Con Jack McDuff
- The Heatin' System (Cadet, 1971)

Con Ken McIntyre
- Looking Ahead (New Jazz, 1960) with Eric Dolphy

Con Charles McPherson
- Siku Ya Bibi (Day of the Lady) (Mainstream, 1972)
- Beautiful! (Xanadu, 1975)
- Live in Tokyo (Xanadu, 1976)

Con Billy Mitchell
- The Colossus Of Detroit (Xanadu, 1978)

Con Blue Mitchell
- Blue's Moods (1960; Riverside)
- A Sure Thing (1962; Riverside)

Con Thelonious Monk
- At Town Hall (1959; Riverside)
- 5 by Monk by 5 (1959; Riverside)

Con Wes Montgomery
- Movin' Along (1960)
- Bags Meets Wes! (1962; Riverside) - with Milt Jackson

Con Phineas Newborn, Jr.
- A World of Piano! (Contemporary, 1962)
- The Great Jazz Piano of Phineas Newborn Jr. (Contemporary, 1963)

Con Horace Parlan
- Movin' & Groovin' (1960; Blue Note)

Con Cecil Payne y Duke Jordan
- Brooklyn Brothers (Muse, 1973)

Con Oscar Peterson
- Blues Etude (1966; Limelight)
- Soul Espanol (1966; Limelight)
- The Way I Really Play (1968; MPS)
- Mellow Mood (1968; MPS)
- Travelin' On (1968; MPS)
- Hello Herbie (1969; MPS)
- Tristeza on Piano (1970; MPS)

Con Bud Powell
- Time Waits (1958; Blue Note)

Con Julian Priester
- Keep Swingin' (Riverside, 1960)
- Spiritsville (Jazzland, 1960)

Con Jimmy Raney
- The Influence (Xanadu, 1975)
- Live in Tokyo (Xanadu, 1976)

Con Sonny Red
- Out of the Blue (1960; Blue Note)

Con Dizzy Reece y Ted Curson
- Blowin' Away (Interplay, 1978)

Con Sonny Stitt
- Tune-Up! (Cobblestone, 1972)
- Constellation (Cobblestone, 1972)
- 12! (Muse, 1972)

Con Idrees Sulieman
- Now Is the Time (SteepleChase, 1976)

Con Clark Terry
- In Orbit (1958; Riverside)
- Top and Bottom Brass (Riverside, 1959)

Con Teri Thornton
- Devil May Care (Riverside, 1961)

Con Bobby Timmons
- This Here is Bobby Timmons (1960; Riverside)
- Soul Time (1960; Riverside)
- Easy Does It (1961; Riverside)
- Sweet and Soulful Sounds (1962; Riverside)
- Born to Be Blue! (1963; Riverside)
- From the Bottom (1964; Riverside)
- Workin' Out! (1964; Riverside)

Con Harold Vick
- Don't Look Back (Strata-East, 1974)

Con Cedar Walton
- A Night At Boomers, Vol. 1 (Muse, 1973)
- A Night At Boomers, Vol. 2 (Muse, 1973)
- Firm Roots (Muse, 1974 [1976])
- Pit Inn (East Wind, 1974)
- Eastern Rebellion (Timeless, 1976) with George Coleman & Billy Higgins
- The Pentagon (East Wind, 1976)
- Eastern Rebellion 2 (Timeless, 1977) with Bob Berg & Billy Higgins
- First Set (SteepleChase, 1977)
- Second Set (SteepleChase, 1977)
- Third Set (SteepleChase, 1977)
- Eastern Rebellion 3 (Timeless, 1980) with Curtis Fuller, Bob Berg & Billy Higgins

Con Roosevelt Wardell
- The Revelation (Prestige, 1960)

Con Ben Webster
- Soulmates (Riverside, 1963) - with Joe Zawinul

Con Joe Zawinul
- Money in the Pocket (Atlantic, 1967)

Con Rein de Graaff
- New York Jazz (Timeless Records,1979) - with Louis Hayes